# Calorades de l'estiu de 2003 a Catalunya
Les calorades de l'estiu de 2003 van significar a Catalunya l'estiu més càlid almenys dels anteriors 100 anys, amb anomalies de temperatura mitjana de l'aire superiors als 4 °C respecte a la mitjana climàtica 1961-1990. A l'Europa Occidental i Central es va valorar l'estiu del 2003 com el més càlid des de l'any 1500.
Les grans calorades de l'estiu del 2003 tingueren el seu punt màxim durant la primera quinzena d'agost i van ser causades per la persistència de situacions sinòptiques amb advecció d'aire calent saharià des del nord d'Àfrica (veure les reanàlisis a 850 hPa més avall). A més, aquestes situacions es van veure agreujades per unes condicions prèvies de molta sequedat del sòl i de la vegetació degudes a una llarga sequera a la primavera i començaments de l'estiu. A conseqüència d'aquesta sequedat, gairebé tota la radiació del Sol es va convertir en calor en no poder-ne ser absorbida pel sòl i la vegetació.
El patró climàtic de circulació zonal (oest-est) predominant sobre Europa es va desplaçar lleugerament generant una circulació més meridional (sud-nord) i amb una alçada geopotencial més gran, comportant les elevades temperatures i condicions d'estabilitat atmosfèrica durant l'estiu del 2003 a tota l'Europa Occidental i Central. Les temperatures a 850 hPa van ser aquell estiu 3 °C superiors a la mitjana climàtica 1948-2012.

## Context europeu
L'onada de calor va afectar gran part del continent europeu, però especialment a l'Europa Occidental i Central. En ell es van superar molts registres extrems màxims de temperatura i de persistència de temperatures elevades. A conseqüència de les calorades més de 30.000 persones van morir a tot Europa, la majoria d'elles persones grans vulnerables, i prop de 650.000 hectàrees es van cremar en els més de 25.000 incendis que es van produir a tot el continent. La calor també va donar lloc a una pèrdua de volum de les glaceres dels Alps de l'ordre del 5-10% (European Climate Assessment and Dataset, ECA&D).
La calor afectà l'Europa Occidental i Central (especialment França), amb temperatures superiors als 40 °C a bona part de la península Ibèrica i França. A la regió portuguesa de l'Alentejo s'arribaren als 47,3 °C, mentre que a nombroses ciutats del sud d'Espanya es superaren els 45 °C, amb un màxim de 46,2 °C a Còrdova. En l'àmbit de Catalunya, a Vinebre, a la Ribera d'Ebre, es va assolir el valor màxim del país amb 42,2 °C el 13 d'agost de 2003. A l'aeroport de Girona es va arribar a 41,2 °C i al de Barcelona a 37,3 °C.

## Afectació a Catalunya

### Juny
Tot el país es va veure afectat per dues onades d'aire càlid procedent del nord d'Àfrica: la primera entre el dia 11 i el 17 i la segona entre els dies 18 i 25. Les elevades temperatures, que en alguns observatoris van superar els 40 °C, van conduir a la formació de tempestes convectives que van deixar precipitacions especialment fortes i abundants entre el dia 14 i el 17 i del dia 27 al 29, afectant principalment el Pirineu, Prepirineu i zones de l'interior. El dia 27 van caure 50,2 mm a Organyà (dels quals 20,8 mm van caure en 30 minuts) i 69,0 a l'Embassament de Sau.

### Juliol
Es va caracteritzar per unes temperatures elevades, superiors a les mitjanes dels últims anys. L'anomalia no va ser deguda a temperatures extremes excepcionalment altes sinó a la persistència d'una situació sinòptica que va afavorir la presència d'una llengua d'aire càlid saharià al llarg de tot el mes. A principis de juliol va haver-hi certa inestabilitat en alçada, especialment entre els dies 3 i 7 amb el pas d'un tàlveg que va provocar pluges i ruixats a gran part de Catalunya, especialment intensos a punts del Montsià, amb 32,2 mm a Mas de Barberans, i al Tarragonès, amb 31,0 mm a Torredembarra.

### Agost
Va ser un dels més càlids dels darrers 100 anys. Es va caracteritzar per unes temperatures mitjanes molt elevades seguint la tònica marcada pel juny i el juliol. Igual que el mes anterior, l'anomalia positiva respecte a la mitjana climàtica no va ser deguda a temperatures extremes molt altes sinó a la persistència d'una situació sinòptica que propicià una irrupció contínua d'aire càlid saharià. El 17 d'agost es va modificar excepcionalment la situació sinòptica amb l'arribada d'un front de procedència atlàntica que va provocar pluges intenses a tot el país: Òdena 50,6 mm i Botarell 48,4 mm. Els dies 20 i 21 una petita bombolla d'aire fred en alçada va inestabilitzar l'atmosfera produint tempestes aïllades que van deixar 76,4 mm a Olot i 63,2 mm al Pont de Suert.